# جون ماكنزي (عازف قيثارة)
جون ماكنزي (بالإنجليزية: John McKenzie)‏ هو عازف قيثارة بريطاني، ولد في 1955.

## وصلات خارجية
- جون ماكنزي على موقع ميوزك برينز (الإنجليزية)
- جون ماكنزي على موقع ديسكوغز (الإنجليزية)